# Erhan Can Kartal
Erhan Can Kartal (ur. 19 grudnia 1998 w Stambule) – turecki aktor. Wystąpił w roli nastoletniego księcia Bajazyda w serialu Wspaniałe stulecie.

## Życiorys
Zadebiutował w telewizji w 2010, gdy zagrał w serialu Ezel. W 2013 został ogłoszony najlepszym tureckim dziecięcym modelem. 

## Filmografia
| Rok       | Tytuł              | Rola                 |
| --------- | ------------------ | -------------------- |
| 2010      | Ezel               | młody Sekiz          |
| 2011      | Nuri               | Alihan               |
| 2012-2013 | Wspaniałe stulecie | młody książę Bajazyd |
| 2013-2015 | Kayip              | Kerem Özdemir        |
| 2014      | Medcezir           | Kadir                |
| 2017      | 06:35              | Cem                  |